# Johann Moritz Schwager

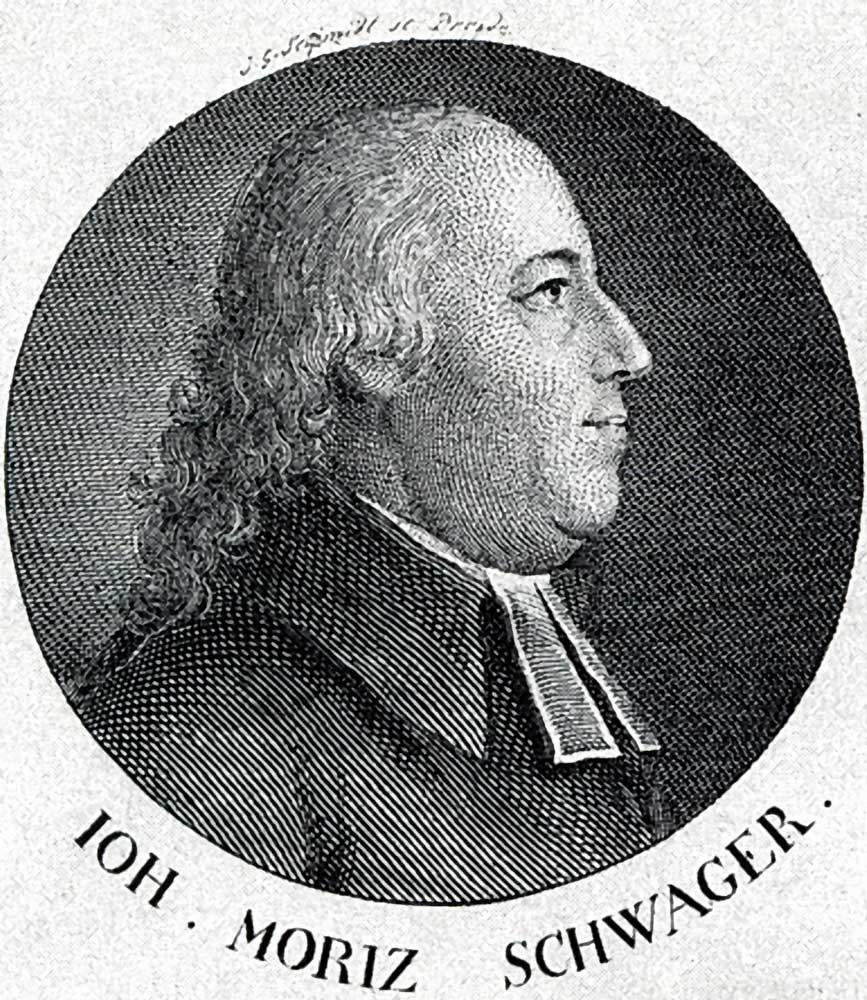
Johann Moritz Schwager. Stich von Johann Gottfried Schmidt

Johann Moritz Schwager (* 24. September 1738 in Kalkkuhl; † 29. April 1804 in Jöllenbeck) war ein deutscher evangelischer Theologe, Pastor in Bielefeld und Schriftsteller.

## Leben
Schwager, Sohn wohlhabender Landleute, begann erst spät, seine Ausbildung voranzutreiben. Er besuchte zunächst die öffentliche Schule in Lennep. 1758 wechselte er auf das Archigymnasium in Dortmund, wo er sich besonders mit Geschichte und der französischen Sprache und Literatur beschäftigte. 1759 bezog er die Universität Halle, wo Johann Salomo Semler sein prägender Lehrer wurde. Ferner hörte er die Vorlesungen über Exegese sowie einzelne Bücher des Neuen Testaments bei Johann August Nösselt. Die philosophischen Vorlesungen von Georg Friedrich Meier führten ihn an die Leibniz-Wolffsche Philosophie heran.
Nach anderthalb Jahren wechselte er an die Universität Jena, wo er Hebräisch-Vorlesungen bei Johann Gottfried Tympe (1704–1777) und Vorlesungen über Ethik bei Joachim Georg Darjes (1714–1791) besuchte. Zudem widmete er sich der Ausarbeitung philosophischer Aufsätze. Finanzielle Zwänge nötigten ihn, nach Halle (Saale) zurückzukehren. Er begab sich vierzehn Monate lang in Merseburg in Kriegsdienste und setzte seine Studien in Halle fort. 1762 kehrte er in seine Heimat zurück. Ab 1763 übte er einige Hauslehrerstellen in Remscheid, Aachen und Groningen aus. Von 1765 bis zu seinem Lebensende war er Pfarrer bzw. Pastor in Jöllenbeck (heute Stadtbezirk von Bielefeld).
Schwager war ein exponierter Vertreter der Aufklärung, der den Vertretern des Pietismus in seinen Veröffentlichungen massiv (auch mit dem Stilmittel der Satire) entgegentrat und Missstände im evangelischen Kirchenwesen seiner Zeit offenlegte. Er griff literarisch in den 1. Teufelsstreit und den Berliner Gesangbuchstreit ein und setzte sich mit Aberglauben, Hexenprozessen und Hexenverfolgung auseinander.

## Würdigung
Sein Lebenswerk wurde 2013 gewürdigt in einer Ausstellung der Köln International School of Design in Verbindung mit der Literaturkommission des Landschaftsverbandes Westfalen-Lippe und dem Museum für Westfälische Literatur, mit Unterstützung durch das Ministerium für Familie, Kinder, Jugend, Kultur und Sport des Landes Nordrhein-Westfalen, dem Heimatverein Jöllenbeck, der Stiftung Westfalen-Initiative, der Nyland-Stiftung, dem Droste-Forum und der Universität Münster.

## Schriften
- Abdruck zweier im Haag gehaltenen Predigten. Bremen 1766.
- Leben und Schicksale des Martin Dickius. Bremen 1775–1776, 3. Teile, 2. Aufl. 1776 3. Teile.
- M. C. C. R. Abhandlung über die Schädlichkeit des Predigerordens und derselben Abänderung, geprüft, und der Republik der Gelehrten zur wohlverdienten Weisung empfohlen, nebst einem dazu gehörigen Anhänger. Bremen 1776.
- Predigten zur Probe. Cassel 1776.
- Die Leiden des jungen Franken, eines Genies. Minden 1777.
- Hugo Farmer über die Beschaffenheit und Absicht der Versuchung Christi in der Wüste, aus dem Englischen. Bremen 1777.[ND: Nordhausen 2013].
- Semler, ein Sendschreiben an den Herrn Professor E. Chr. Trapp in Halle. Frankfurt und Leipzig 1780.
- Beitrag zu Geschichte der Intoleranz, oder Leben, Meinungen und Schicksale Balthasar Becker’s, meist nach kirchlichen Urkunden. Leipzig 1780.[ND: Nordhausen 2013].
- Kleiner Krieg für und wider den Aberglauben. Leipzig 1781.
- Stillbach’s Leben; ein Zauberroman. 1. Bd. Leipzig 1781.
- Balthasar Becker’s bezaubernde Welt, neu übersetzt, durchgesehen und vermehrt von J.S. Semler. Leipzig 1781–1782 3. Bde.
- Beiträge zur Bildung deutscher Bürger, in lehrreichen und unterhaltenden Aufsätzen. 1. Bd. Leipzig 1781.
- Beytrag zur Geschichte des Aberglaubens des gegenwärtigen Jahrhunderts, oder Erzählung von einem merkwürdigen Hexenproceß, der in dem Anfang desselben in D. im **schen Kreise geführt wurde. In: Beyträge zur Beförderung des vernünftigen Denkens in der Religion 4 (1783), S. 31–92  (Online; PDF; 13,7 MB)
- Versuch einer Geschichte des Hexenprocesses. 1. Bd. Berlin 1784. (Online)
- Gedächtnispredigt, Friedrich II. gehalten. Detmold 1786.
- Zur Beherzigung der Güte Gottes bei entdeckten Heilmittel und zur Empfehlung des Einimpfens, eine Predigt am 4ten Sonntage des Advents 1789. Bei Gelegenheit des Dankfestets für die glücklich gelungene Inoculation des Prinzen von Preußen und seiner Geschwister gehalten. Nebst einem Anhange von der möglichen Ausrottung der Blattern. Bremen 1790.
- Über die Eidschwüre und den Mißbrauch derselben, eine Predigt. Bremen 1791.
- Daß man durch zu frühes Begraben lebende Menschen, die man für todt, auf die schrecklichste Weise tödten könne, eine Predigt über Matth. 5, 21. 22. Auf Verlangen einer Hochpreislichen Minden-Ravensbergischen Kriegs und Domainenkammer gehalten. Berlin und Stettin 1792.
- Predigtbuch zur Beförderung bürgerlicher Glückseligkeit, nach Anleitung der sonn- und festtäglichen Evangelien, ein Lesebuch für gebildete Christen. Berlin und Stettin 1794, Leipzig 1806.
- Predigt über den, höheren Orts vorgeschriebenen Text 1 Petr. 1, 18. 19.; bei Gelegenheit der Kirchenvisitationen am 23sten Sonntage nach Trinit 1793 gehalten. Halle 1794.
- Friedrich Bickerkuhl, ein Roman aus dem Leben und für dasselbe. Dortmund 1802.
- Bemerkungen auf einer Reise durch Westphalen bis an und über den Rhein. Leipzig/Elberfeld 1804; Nachdruck Bielefeld 1987.
- Lothar von Lothersburg, ein Gemälde der Verirrungen des menschlichen Herzens, nach der Natur gezeichnet. Frankfurt am Main 1808.